# Rio Tamur
O rio Tamur (em nepali:  तमोर नदी Tamor Nadi, conhecido historicamente como rio Tambar) é o sexto maior rio do Nepal ocidental, sendo afluente do rio Kosi. Nasce perto do Kanchenjunga, uma alta montanha do Himalaia. É um dos mais importantes rios do país, e drena uma grande parte do território nepalês. O Tamur e o Arun unem-se ao Sol Kosi em Triveni para formar o Saptakoshi, que flui através da Cordilheira Mahabharat até à planície do rio Ganges. Drena 6102 km2.

## Sistema
O Kosi ou Sapt Kosi drena o leste do Nepal. É conhecido como Sapt Koshi devido aos sete rios que se unem na parte central-oriental de Nepal, sendo um deles o rio Tamur. Os principais rios que formam o sistema Kosi são, além deste, o rio Koshi Sol, o rio Indravati, o rio Bhote Koshi, o rio Dudh Koshi, o rio Arun e o rio Barun. O rio combinado flui através da garganta do Chatra no sentido norte-sul, para depois emergir das colinas circundantes.
O Tamur transporta 19 % da água do Kosi, devido à grande quantidade de chuvas que recebe anualmente, o que provoca que o caudal do Tamur oscile entre os 150 e os 750 m³/s segundo a época do ano. En numerosas ocasiões o rio trnasbordou, causando graves incidentes e inundações. Durante o verão de 2016 tornou-se evidente o mal-estar em relação a estas inundações, que causaram deslizamentos de terras e sepultaram zonas de passagem do rio, enquanto as autoridades nepalesas ignoraram o facto.
O rio Tamur, tal como outros rios montanhosos do Himalaia, como o rio Marshyangdi, permite a prática de rafting de dificuldade 4+ a 5. O curso de água é navegável durante todo o ano, excepto durante os meses de junho a agosto, quando o caudal da água chega a 750 m³/s.